# Nhân vật
Một nhân vật (đôi khi được gọi là một nhân vật hư cấu) là một người hoặc đối tượng trong một câu chuyện kể (như tiểu thuyết, vở kịch, phim truyền hình, phim hoặc trò chơi video). Nhân vật có thể là hoàn toàn hư cấu hoặc dựa trên một người thực, trong trường hợp đó có thể phân biệt một nhân vật "hư cấu" so với "thực". Nhân vật, đặc biệt khi được diễn viên trong nhà hát hoặc rạp chiếu phim, là việc "mô phỏng một con người". Trong văn học, các nhân vật hướng dẫn người đọc thông qua các câu chuyện của họ, giúp họ hiểu được cốt truyện và chủ đề cần suy ngẫm. Từ cuối thế kỷ 18, cụm từ "sống với nhân vật" đã được sử dụng để mô tả một sự nhập vai hiệu quả của một diễn viên. Từ thế kỷ 19, nghệ thuật tạo hình nhân vật, được thực hiện bởi các diễn viên hoặc nhà văn, đã được gọi là nhân vật hóa.
Một nhân vật đại diện cho một giai cấp hoặc một nhóm người cụ thể được gọi là một loại nhân vật. Các loại nhân vật này bao gồm cả các nguyên mẫu nhân vật được định hình trước hoặc được cá nhân hóa đầy đủ hơn. Các nhân vật trong Hedda Gabler (1891) của  Henrik Ibsen và Miss Julie (1888) của August Strindberg, là đại diện của các vị trí cụ thể trong quan hệ xã hội của giai cấp và giới tính, đến mức mà mâu thuẫn giữa các nhân vật bộc lộ mâu thuẫn ý thức hệ.
Nghiên cứu về một nhân vật đòi hỏi phải phân tích mối quan hệ của nó với tất cả các nhân vật khác trong tác phẩm. Trạng thái cá nhân của một nhân vật được xác định thông qua mạng lưới các sự đối lập (proairetic, thực dụng, ngôn ngữ, không gian giao tiếp) mà nhân vật đó hình thành với các nhân vật khác. Mối quan hệ giữa các nhân vật và hành động của câu chuyện thay đổi trong lịch sử, thường bắt chước những thay đổi trong xã hội và ý tưởng của nó về tính cá nhân của con người, quyền tự quyết và trật tự xã hội.

## Tạo hình
Trong việc viết tiểu thuyết, các tác giả tạo ra các nhân vật năng động bằng nhiều phương pháp. Đôi khi các nhân vật được gợi lên từ trí tưởng tượng; trong các trường hợp khác, chúng được tạo ra bằng cách khuếch đại đặc điểm tính cách của một người thực thành một sáng tạo hư cấu.